# Остойкан, Агнеш
Агнеш Остойкан (венг. Osztolykán Ágnes; род. 3 ноября 1974, Ченгер) — венгерский политик и ромская активистка, которая была членом Национального собрания Венгрии в период с 2010 по 2014 год. Является лауреатом Международной женской премии за отвагу 2011 года от Государственного департамента США.

## Биография

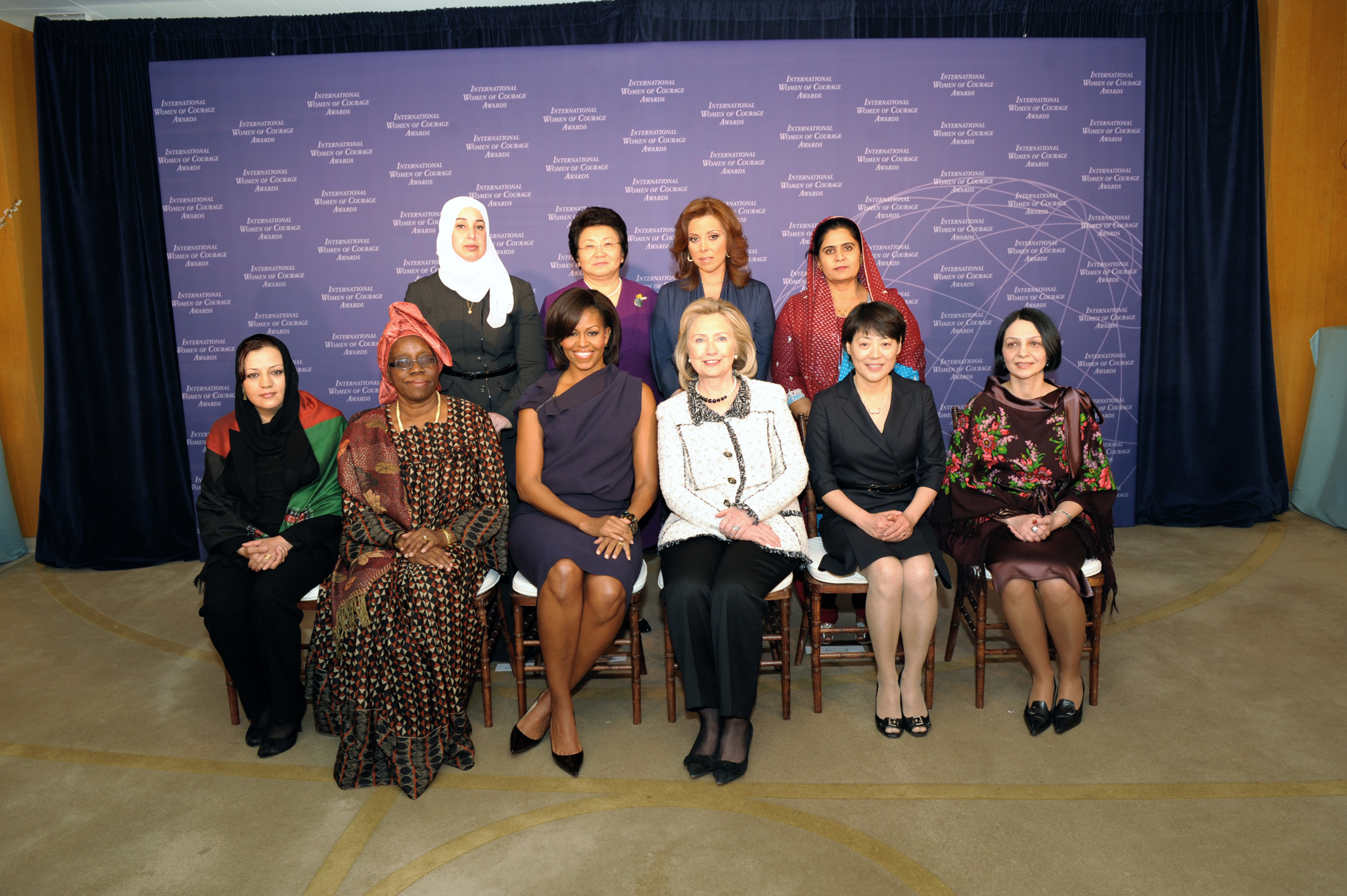
Агнес Остолыкан (сидит в первом ряду справа) позирует на церемонии вручения Международной женской премии за отвагу 2011 года, 8 марта 2011 года. Задний ряд стоит слева направо: Ева Абу Халаве из Иордании, Роза Отунбаева из Кыргызстана, Марисела Моралес Ибаньес из Мексики, Гулам Сугра из Пакистана. В первом ряду сидят слева направо: Мария Башир из Афганистана, Генриетта Экве Эбонго из Камеруна, Мишель Обама, Хиллари Клинтон, Цзяньмей Го из Китая.

Остоликан окончила Университет Мишкольца в 1998 году по специальности «политология». Впоследствии она работала в Фонде Сороса, а затем в течение шести лет возглавляла программу «Десятилетие интеграции рома» в Министерстве социальных дел и труда.
Она была избрана в парламент в 2010 году и была членом парламентской группы партии Lehet Más a Politika (рус. «Политика может быть другой»). 26 ноября 2012 г. она была назначена заместителем лидера парламентской группы Lehet Más a Politika.
Остоликан является активистом образования цыганских детей, прав рома и меньшинств, а также социальной интеграции рома в Венгрии. Она является решительным сторонником профессионального обучения, которое даёт учащимся навыки, востребованные на рынке труда. Помимо своих парламентских обязанностей, она работает учителем-добровольцем в профессиональной школе преимущественно рома в более бедном Восьмом районе Будапешта. В 2016 году она была назначена советником по делам цыган в Министерстве людских ресурсов.